# In Nacht und Eis
In Nacht und Eis (tradução literal em português: Na Noite e no Gelo) é um filme alemão de 1912, dirigido por Mime Misu, sobre o naufrágio do Titanic. As filmagens começaram durante o Verão de 1912 e estreou no Inverno do mesmo ano. Os efeitos especiais são primitivos comparados aos filmes de hoje, mas eram bastante impressionantes para a altura em que foi realizado. No filme, um pequeno Titanic de brinquedo bate contra um bloco de gelo num pequeno lago e afunda. A produção contém alguma ficção à volta do naufrágio, como fogo saindo das chaminés, passageiros cantando hinos e caldeiras explodindo devido à pressão.
Foi produzido pelos Estúdios Continental Films, de Berlim e, apesar de maior parte do filme ter sido filmado em estúdios e terrenos existentes nas traseiras do edifício de estúdios, alguma parte foi gravada em Hamburgo e outra foi possívelmente gravada a bordo do paquete alemão Kaiserin Auguste Victoria. O Departamento de Bombeiros de Berlim forneceu água para as cenas do naufrágio. Com uma duração de 35 minutos, In Nacht und Eis era três vezes mais longo do que a maior parte dos filmes de 1912.
Por volta de 1914, o filme foi considerado perdido para todo o sempre, como muitos filmes mudos daquela altura. Então, em 1998, um colecionador alemão apercebeu-se de que o filme se encontrava na sua coleção privada. Várias cenas podem ser vistas no documentário Beyond Titanic.

## Elenco
- Waldemar Hecker
- Mime Misu
- Otto Rippert
- Ernst Rückert (como Anton Ernst Rickert)